# Geoffrey Deuel

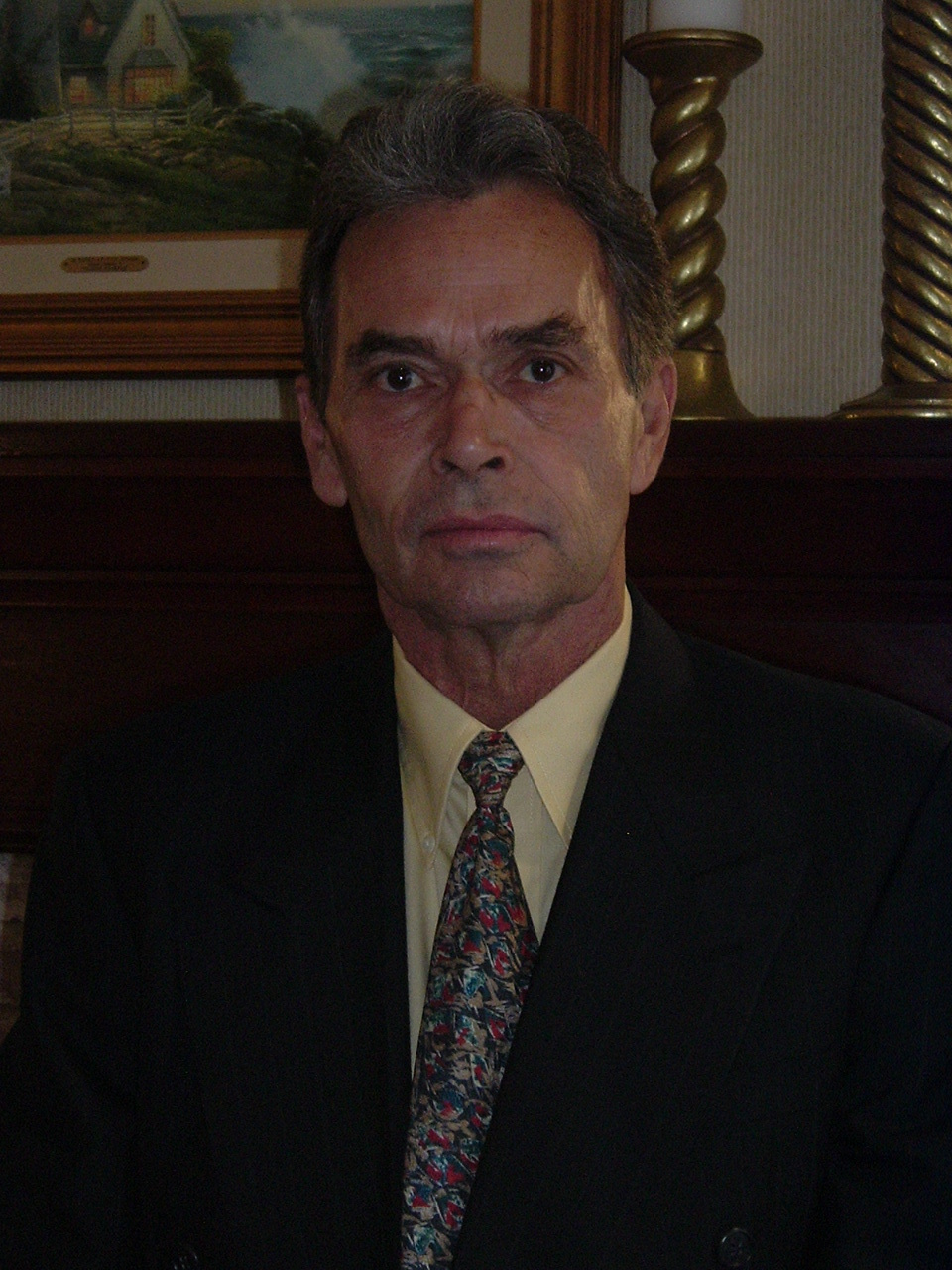
Geoffrey Deuel, 2009

Geoffrey Jacob Deuel (* 17. Januar 1943 in Rochester; † 22. Dezember 2024) war ein amerikanischer Schauspieler.
Seine erste Rolle hatte er 1966 in der Serie 12 O'Clock High. Er spielte meist für das Fernsehen und in Serien. Seine bekannteste Rolle hatte er in dem John-Wayne-Western Chisum als Billy the Kid.
Geoffrey Deuel war der Bruder des Schauspielers Peter Ellstrom Deuel (1940–1971), der als Pete Duel in der Westernserie Alias Smith und Jones mitgespielt hat.

## Filmografie (Auswahl)

### Fernsehserien
Je eine Folge, wenn nicht anders angegeben
- 1967: Bonanza
- 1967: Invasion von der Wega (The Invaders)
- 1968: High Chaparral (The High Chaparral)
- 1968–1973: FBI (The F.B.I.) (4 Folgen)
- 1969: Adam-12
- 1969, 1975: Mannix (2 Folgen)
- 1971: The Name of the Game
- 1973: Cannon
- 1973: Der Magier (The Magician)
- 1973: Kobra, übernehmen Sie (Mission Impossible)
- 1973: Schatten der Leidenschaft (The Young and the Restless)
- 1973: Toma
- 1973, 1974: Die Straßen von San Francisco (The Streets of San Francisco) (2 Folgen)
- 1974: Barnaby Jones
- 1974: Der Chef (Ironside)
- 1974: Dr. med. Marcus Welby (Marcus Welby, M.D.)
- 1974: Petrocelli
- 1974: Planet der Affen (Planet of the Apes)
- 1988: FBI: Mörder (In the Line of Duty: The FBI Murders) (Fernsehfilm)

### Kino
- 1973: Männer wie die Tiger (Terminal Island)
- 1970: Chisum